# Tanggulun Timur
Tanggulun Timur is een bestuurslaag in het regentschap Subang van de provincie West-Java, Indonesië. Tanggulun Timur telt 6690 inwoners (volkstelling 2010).